# مدیاپولیس (آیووا)
مدیاپولیس (به انگلیسی: Mediapolis) شهری در ایالت آیووا کشور ایالات متحده آمریکا است که جمعیت آن در سرشماری سال ۲۰۱۰ میلادی، ۱٬۵۶۰ نفر بوده‌است.